# Allobaccha plumbicincta
Allobaccha plumbicincta är en tvåvingeart som först beskrevs av Enrico Adelelmo Brunetti 1915.  Allobaccha plumbicincta ingår i släktet Allobaccha och familjen blomflugor. Inga underarter finns listade i Catalogue of Life.